# جی‌تی‌ای: سه‌گانه – نسخه نهایی
اتومبیل‌دزدی بزرگ: سه‌گانه – نسخه نهایی (انگلیسی: Grand Theft Auto: The Trilogy – The Definitive Edition) یک سه‌گانهٔ مرمت‌شده مجموعهٔ بازی‌های ویدئویی اکشن-ماجراجویی اتومبیل‌دزدی بزرگ است که به‌وسیلهٔ گرو استریت گیمز توسعه یافته و توسط راک‌استار گیمز عرضه شده‌است. این سه عنوان متشکل از اتومبیل‌دزدی بزرگ ۳ (۲۰۰۱)، اتومبیل‌دزدی بزرگ: وایس سیتی (۲۰۰۲) و اتومبیل‌دزدی بزرگ: سن آندرس (۲۰۰۴) است. این مجموعه در ۱۱ نوامبر ۲۰۲۱ (۲۰ آبان ۱۴۰۰) به صورت دیجیتالی و در ۶ دسامبر ۲۰۲۱ به صورت فیزیکی برای مایکروسافت ویندوز، نینتندو سوئیچ، پلی‌استیشن ۴, پلی‌استیشن ۵, اکس‌باکس وان، و اکس‌باکس سری اکس و سری اس منتشر شد و در ۱۴ دسامبر ۲۰۲۳ برای اندروید و آی‌اواس منتشر شد.
اتوموبیل دزدی بزرگ: سه‌گانه - نسخهٔ نهایی در روزهای اول انتشار مشکلات بسیاری را پشت سر گذاشت و نقدهای منفی و شوخی‌های بسیاری از سوی کاربران دریافت کرد. چون این بازی مشکلات فنی ریز و درشتی داشت که پس از دریافت پچ‌ها کمی بهتر شد، از این مشکلات می‌توان به فرورفتن خودرو در زمین، راه‌های نامرئی برای خارج شدن از نقشه و لود شدن تمامی نقشه (که باعث می‌شد بازیکن فکر کند مپ کوچک است) اشاره کرد. اما بیشتر این باگ‌ها حل شدند و بازی الان در وضعیت نسبتاً خوبی قرار دارد
اتوموبیل دزدی بزرگ: سه‌گانه - نسخهٔ نهایی با بهبودهایی چون افزایش وضوح و گرافیک تصویر و بهبود نقشه و کنترل و ارتقای مدرن آن توسعه یافته‌است این بازی ویدئویی، در ۷ اکتبر ۲۰۲۱ به صورت رسمی با انتشار تیزری کوتاه از سوی راک‌استار گیمز رونمایی شد، شایعاتی از در دست توسعه بودن این بازی منتشر شده بود. این بازی ویدئویی با موتور توسعهٔ آنریل انجین ۴ توسعه پیدا کرده‌است و به گفتهٔ راک‌استار گیمز، به مدت ۲ سال توسط گروو استریت گیمز در دست ساخت بوده‌است.

## روندبازی
در اتوموبیل دزدی بزرگ ۳، شخصیت بی‌صدای کلاود در سال ۲۰۰۱، قصد انتقام از دوست دخترش کاتالینا برای تلاش به کشتنش را دارد و بازیکن باید او را در این مسیر، دنبال کند. در اتوموبیل دزدی بزرگ: وایس سیتی، تامی ورسیتی در دههٔ ۸۰ میلادی در شهر وایس سیتی برای پیدا کردن پول سانی، تلاش می‌کند و در اتوموبیل دزدی بزرگ: سن آندریاس، کارل جانسون (شناخته شده با نام CJ - سی‌جی) در سن آندریاس برای پیدا کردن قاتل مادرش با افراد جدیدی آشنا شده و تلاش می‌کند.
در هر سه بازی، بازیکنان نوار سلامتی دارند که پس از خالی‌شدن و مردن بازیکن، به نزدیک‌ترین بیمارستان منتقل می‌شوند. همچنین، بازیکنان برای پیش‌روی در بازی و بازکردن شهرها و محتواهای بیشتر، باید مراحل خطی را انجام دهند که مقداری پول به بازیکن داده و در سن آندریاس، احترام بازیکن را افزایش می‌دهد.
بازیکن، با شلیک، قتل و انجام جرم‌ها، باعث افزایش ستاره‌های روی صفحه می‌شود که این اتفاق، باعث تعقیب‌شدنش توسط پلیس می‌شود و اگر پلیس نتواند برای دستگیری بازیکن اقدام کند، نیروهای اف‌بی‌ای و ارتش برای دستگیری او تلاش می‌کنند. بازیکن می‌تواند با انجام و تکمیل ماموریت‌های فرعی (آمبولانس، آتش‌نشانی، پلیس و…) به پول دست یابد و با انجام برخی از فعالیت‌ها (مانند اسپری در سان آندریاس) می‌تواند بازی را صددرصد تکمیل کند.
در همهٔ بازی‌ها به جز سان آندریاس، بازیکنان نمی‌توانند شنا کنند و اگر به آب بپرند، کشته می‌شوند.
بازیکنان (در سان آندریاس) می‌توانند با خوردن غذا، انرژی کسب کنند و اگر چیزی نخورند، کم‌کم لاغر می‌شوند، اگر ورزش کنند می‌توانند عضله‌هایشان را بهبود بخشند.
بازیکن می‌تواند با خریدن لباس (به‌صورت محدود در وایس‌سیتی و قابل‌انجام در سان آندریاس)، چهرهٔ خود را تغییر دهند.
در نسخهٔ نهایی، گرافیک و ابعاد بصری بازی بهبود بخشیده شده‌است و بازتاب‌هایی روی محیط انعکاس خواهد کرد، در نسخه‌های پلی‌استیشن ۵ و ایکس باکس سری ایکس (سری اس، این قابلیت را شامل نمی‌شود) با ۶۰ فریم بر ثانیه و وضوح 4K به تجربهٔ بازی‌ها بپردازند.